# Uéslei
Uéslei Raimundo Pereira da Silva, ou simplesmente Uéslei (Salvador, 19 de abril de 1972), é um ex-futebolista brasileiro que atuava como atacante. Atualmente trabalha como auxiliar das categorias de base e treinador.

## Carreira
Uéslei fez bastante sucesso no futebol baiano, onde atuou pelo dois grandes clubes do estado, o Bahia e o Vitória. Nas cinco passagens pelo Bahia, conquistou cinco campeonatos baianos (em 1991,  1993, 1994, 1998 e 1999). Conquistou ainda mais um título em 1997, desta vez com o maior rival Vitória.
Também destacou-se no futebol japônes, onde atuou por cinco temporadas no Nagoya Grampus e terminou a carreira, em 2009, no Oita Trinita.
Em 8 de abril de 2011, retornou ao Bahia, desta vez, não mais como jogador. Uéslei pretendia acompanhar as categorias de base do clube e, futuramente, se tornar um treinador profissional.
Já no cargo de treinador, encarou o desafio de treinar a Jacuipense, equipe da primeira divisão do estado da Bahia, e Lagarto-SE em dezembro de 2013, da primeira divisão de Sergipe.

## Títulos
Bahia
- Campeonato Baiano: 1991,  1993, 1994, 1998 e 1999

São Paulo
- Copa Master da Conmebol: 1996

Vitória
- Campeonato Baiano: 1997
- Copa do Nordeste: 1997
- Taça Excel: 1997
- Troféu Cidade de Valladolid: 1997

Oita Trinita
- Copa da Liga Japonesa: 2008

## Artilharias
- Campeonato Brasileiro de Futebol - Série B: 1999.
- Campeonato Japonês: 2003.
- Copa do Nordeste: 1999
- Campeonato Baiano: 1998, 2000
- Quarto maior artilheiro da história do Bahia.